# Puerto de Bridgetown
El Puerto de Bridgetown  (en inglés: Port of Bridgetown) es un puerto marítimo en Bridgetown, en la costa suroeste de Barbados. Situado en el extremo noroeste de la bahía de Carlisle, el puerto se encarga de todo el comercio a nivel internacional del país por barco. Además de los envíos internacionales del puerto de aguas profundas, es el punto de entrada para cruceros y buques en el sur del Caribe. El puerto es uno de los tres que son designados como de entrada en Barbados, junto con el puerto deportivo de Port Saint Charles de propiedad privada y el aeropuerto internacional Sir. Adams Grantley. La Zona horaria del puerto es GMT -4 y maneja aproximadamente 700.000 cruceristas y 900.000 toneladas de carga en contenedores por año.